# Hoya guppyi
Hoya guppyi är en oleanderväxtart som beskrevs av Oliver. Hoya guppyi ingår i släktet Hoya och familjen oleanderväxter. Inga underarter finns listade i Catalogue of Life.